# جيمس كولين
جيمس كولين (بالإنجليزية: James Cullen)‏ (و. 1867 – 1933 م) هو رياضياتي، من جمهورية أيرلندا، توفي عن عمر يناهز 66 عاماً.